# Arreboles en tierra septentrional
Arreboles en tierra septentrional (Hangul: 북방의 노을;Romanización McCune-Reischauer: pukpangŭi noŭl) fue un drama norcoreano transmitido por la Televisión Central de Corea entre el año 2017 y 2019. La serie de 10 capítulos que se centran en la vida de unos mineros de la "Mina Juventud 5 de Marzo" basado en la historia real de las minas en la que luchan para tener mejoras tecnológicas.
El drama fue producido por los propagandistas de Corea del Norte para mejorar el nivel de autosuficiencia y mejorar el la autoconfianza del país asiático.